# Krause kommt
Krause kommt ist ein seit 2015 vom deutschen Fernsehsender SWR ausgestrahltes Talk-Format von und mit Moderator und Comedian Pierre M. Krause. Seit 2020 gibt es zudem das Format Kurzstrecke mit Pierre M. Krause.

## Inhalt
Krause wohnt für 24 Stunden bei deutschen Prominenten in deren Privatwohnungen oder -häusern. Er wird in den Wohnungen herumgeführt, damit die Zuschauer einen Eindruck von der Wohnsituation bekommen. Manchmal unternimmt er mit den Prominenten auch Freizeitaktivitäten, um sie näher kennenzulernen. Die Sendung läuft seit 2015 in 39 Folgen und 10 Staffeln beim SWR.

## Rezeption
„Er ist das ewige Talent des TV-Entertainments: Beim SWR moderiert Pierre M. Krause eine Late-Night-Show, nun besucht er in ‚Krause kommt‘ Prominente.“

„Wenn er nicht gerade bei prominenten Menschen übernachtet, präsentiert er vor allem seine wöchentliche ‚Pierre M. Krause Show‘. Der badische Moderator ist länger dabei als die meisten seiner Kollegen – und muss trotzdem mit schwierigeren Bedingungen zurechtkommen.“